# Laissey
Laissey ist eine französische Gemeinde mit 442 Einwohnern (Stand: 1. Januar 2022) im Département Doubs in der Region Bourgogne-Franche-Comté.

## Geographie
Laissey liegt auf 266 m, etwa 17 Kilometer ostnordöstlich der Stadt Besançon (Luftlinie). Das Dorf erstreckt sich im Doubstal auf der rechten nördlichen Seite des Flusses, der hier einen scharfen Bogen zeichnet, in den äußersten nordwestlichen Höhenzügen des Juras, zwischen dem Mont Souvance im Norden und der Côte de Vaite im Süden.
Die Fläche des 2,86 km² großen Gemeindegebiets umfasst einen Abschnitt des Doubstals. Der Doubs fließt hier mit mehreren Windungen durch eine meist rund 500 m breite flache Talaue nach Westen und bildet gleichzeitig die Wasserstraße des Rhein-Rhône-Kanals. Das Tal ist tief eingeschnitten zwischen zwei Höhenzügen des Systems der Jura-Randkette, die in geologisch-tektonischer Hinsicht Antiklinalen bilden. Durch die Erosionskraft des Flusses wurden Teile dieser Antiklinalen abgetragen, so dass steile, von Felswänden gekrönte Hänge entstanden. Nördlich des Doubsbogens erhebt sich der Mont Souvance (549 m) mit seinem markanten Felsband (südlicher Schenkel einer Antiklinale). Die nördliche Grenze verläuft im schmalen Sattel zwischen dem Mont Souvance und dem Nachbarberg Pic d’Aigremont. Nach Süden erstreckt sich das Gemeindeareal über einen steilen, von Felswänden durchzogenen Hang bis auf den Kamm der Côte de Vaite, welche das Doubstal vom angrenzenden ersten Juraplateau trennt. Mit 592 m wird auf der Höhe der Côte die höchste Erhebung von Laissey erreicht.
Nachbargemeinden von Laissey sind Roulans im Norden, Ougney-Douvot im Osten, Champlive im Süden sowie Deluz im Westen.

## Geschichte
Im Mittelalter bildete Laissey ein Lehen der Herrschaft Neuchâtel. Zusammen mit der Franche-Comté gelangte das Dorf mit dem Frieden von Nimwegen 1678 definitiv an Frankreich. Im 19. Jahrhundert wurde bei Laissey Eisenerz abgebaut. Das wirtschaftliche Leben des Dorfes war in der zweiten Hälfte des 19. Jahrhunderts durch eine Weberei geprägt. Diese wurde 1901 durch die Usine Bost Frères, die auf die Werkzeugherstellung spezialisiert ist, abgelöst.

## Sehenswürdigkeiten
Die Dorfkirche von Laissey wurde im 18. Jahrhundert erbaut. Beliebte Aussichtspunkte auf das Doubstal sind der Mont Souvance und die Ruinen des Château de Vaite, das ursprünglich aus dem 13. Jahrhundert stammt, 1793 jedoch abgerissen wurde.

## Bevölkerung
| Jahr                       | 1962 | 1968 | 1975 | 1982 | 1990 | 1999 | 2005 | 2018 |
| Einwohner                  | 545  | 545  | 501  | 495  | 399  | 416  | 432  | 442  |
| Quellen: Cassini und INSEE |      |      |      |      |      |      |      |      |

Mit 442 Einwohnern (Stand 1. Januar 2022) gehört Laissey zu den kleinen Gemeinden des Départements Doubs. Nachdem die Einwohnerzahl in der ersten Hälfte des 20. Jahrhunderts meist im Bereich zwischen 450 und 580 Personen gelegen hatte, wurden seit Beginn der 1970er Jahre eine Bevölkerungsabnahme verzeichnet. Erst in neuester Zeit gibt es wieder eine leicht steigende Tendenz.

## Wirtschaft und Infrastruktur
Laissey war schon seit dem ausgehenden 18. Jahrhundert ein durch das wasserabhängige Gewerbe geprägtes Dorf. Heute ist die Usine Bost Frères die wichtigste Arbeitgeberin (führend in der Produktion von Zangen). Daneben gibt es verschiedene Betriebe des lokalen Kleingewerbes und des Einzelhandels. Viele Erwerbstätige sind deshalb Wegpendler, die in der Agglomeration Besançon ihrer Arbeit nachgehen.
Die Ortschaft liegt abseits der größeren Durchgangsstraßen an einer Departementsstraße, die von Roulans nach Gonsans führt. Der nächste Anschluss an die Autobahn A36 befindet sich in einer Entfernung von ungefähr 13 Kilometern. Weitere Straßenverbindungen bestehen mit Deluz und Ougney-Douvot. Laissey besitzt einen Bahnhof am 1858 eröffneten Abschnitt Besançon–Montbéliard der Eisenbahnstrecke Dole–Belfort.